# Демократический центр (Колумбия)
Демократический центр — Сильная рука, большое сердце (исп. Centro Democrático — Mano firme, corazón grande) — правая популистская политическая партия в Колумбии. Основана бывшим президентом Альваро Урибе, бывшим вице-президентом Франсиско Сантосом Кальдероном и бывшим министром финансов Оскаром Иваном Сулуага. 

## История
Партия была основана в январе 2013 года как коалиция оппозиционеров к курсу президента Сантоса и Социальной партии национального единства. Основным фактором критики правительства стали переговоры с ФАРК, основной левой антиправительственной партизанской силой в Гражданской войне в Колумбии.
Хотя партия создавалась как правая, в её состав вошли бывшие политики как правой Консервативной партии, так и центристской Социальной партии национального единства и левой партии Альтернативный демократический полюс.

## Участие в выборах
На парламентских выборах 2014 года партия получила 20 мест в Сенате и 19 мест в Палате представителей. В том же году на президентских выборах кандидат от партии Оскар Иван Сулуага занял первое место в первом туре с 29% голосов, но уступил Сантосу во 2-м туре, получив 45%. После этого партия стала главной оппозиционной силой Колумбии.
В 2018 году после парламентских выборов партия получила 19 мест в Сенате и 32 места в Палате представителей. Кандидат в президенты от партии Иван Дуке Маркес в ходе президентских выборов 2018 года получил 39% голосов в 1-м туре.